# Сплави хрому
Сла́ви хро́му або хро́мові спла́ви (англ. chromium alloys) — сплави на основі хрому. Належать до тугоплавких та жароміцних сплавів. Відзначаються високою жаротривкістю на повітрі (до температури 1200, іноді 1300…1350 °С), достатньою кислото- і лугостійкістю. Основні легувальні елементи — Mo, Ti, W, V, Y Nb, Та. Основний недолік хромових сплавів — низька ударна в'язкість.

## Класифікація
Розроблено декілька марок хромових сплавів серед яких практичне значення мають лише технологічні пластичні сплави. За способом отримання розрізняють деформовані, ливарні та спечені сплави хрому:
- деформовані сплави: нелегований Cr — ВХ-1 (хром високої чистоти), ВХ-1И (до 1 % Y), низьколеговані ВХ-2 (0,1…0,25 % Ті; 0,1…0,35 % V), ВХ-2И (0,1…0,25 % Ті; 0,1…0,35 % V; 0,3…1,0 % Y) і високолеговані пластичні — ВХ-4А (до 32 % Ni; 0,05…0,25 % Ті; 0,1…0,4 % V; 1,5 % W) сплави хрому.
- ливарні сплави: ВХ-4 (до 32 % Ni; 0,05…0,25 % Ті; 0,1…0,4 % V; 1,5 % W); ВХ-5 (10…15 % Мо; 3 % W; 2…10 % Nb або Та; до 0,1 % В та 0,02 % Ce); C-207 (7,5 % W; 0,2 % Ti; 0,8 % Zr; 0,1 % C; 0,15 % Y);
- спечені сплави містять до 3…6 % MgO або Al2О3; 0,5 % Ti та ін.

До сплавів хрому відносять також широко використовувані у машинобудуванні так звані високохромисті жароміцні сплави систем Cr—Ni, Cr—Ni—W, Cr—Ni—Co—TiC, що містять 35…45 % Cr. Робоча температура цих сплавів сягає 1300 °С. Їхні фізико-хімічні властивості близькі до властивостей описаних вище сплавів хрому. Сплави мають високі механічні властивості, є стійкими до термічних напружень при циклічних змінах температури, технологічні при гарячому і холодному штампуванні та фасонному литті. Високохромисті сплави добре зварюються, не окрихчуються у процесі тривалої роботи, вироби з них є ремонтоздатними та не потребують захисних покриттів.

## Властивості
Мають температуру плавлення від 1350 до 1900 °С, відносно невелику густину (7,2…8 г/см³), високу короткочасну і тривалу (протягом 100 год) міцність при 1000…1100 °С, відповідно 240…250 і 100…120 МПа.
На відміну від сплавів на основі інших тугоплавких металів (Nb, Та, Мо, W) сплави на основі хрому практично не окиснюються на повітрі та у продуктах згоряння палива, які містять сірку, до 1200—1350 °С. За корозійною тривкістю у багатьох середовищах перевершують сплави нікелю, є достатньо стійкими у розбавлених і концентрованих кислотах та лугах. Окремі сплави хрому (ВХ-4) є стійкими у розплавах скла. Сплави хрому здатні тривало працювати без захисних покриттів при температурах до 1350 °С, короткочасно — до 1500 °С.
Сплави задовільно обробляються різанням, добре зварюються (крім сплаву ВХ-5) і паяються. Властивості сплавів хрому залежать від вмісту домішок (переважно, азоту). Легування виключає окрихчування металу, яке може викликатися хімічною взаємодією з азотом газової фази при високих температурах.
Основою усіх сплавів хрому є твердий розчин легувальних елементів у хромі з об'ємноцентрованою кристалічною ґраткою. Домішки, що утворюють тверді розчини впровадження (С, N2 та О2) і, які не перевищують 0,02…0,04 % за масою, погіршують технологічні властивості (оброблюваність тиском) сплавів хрому, підвищують температуру переходу з пластичного стану до крихкого. Температура переходу з пластичного до крихкого стану для найеластичніших сплавів хрому становить 130…350 °С; при забрудненні киснем (O2) і, особливо, азотом (N2) вона підвищується до 500…550 °С.
Механічні властивості сплавів хрому поліпшують комплексним легуванням титаном, танталом і ніобієм. Добавка вольфраму і молібдену приводить до утворення твердих розчинів і зміцнює сплави. Невелика кількість ванадію сприяє підвищенню їхньої ударної в'язкості. Метали церієвої підгрупи зумовлюють зростання пластичності, ітрій та лантан взаємодіють з азотом, утворюючи нітриди, мають рафінуючу дію, що забезпечує найвищу роботоздатність при високих температурах. Титан, цирконій, ніобій, тантал зв'язують вуглець та кисень. Невеликі (до 1 %) добавки рідкісноземельних металів приводять до подрібнення зерна, зростання міцності та корозійної тривкості, росту температури рекристалізації. Схильність до холодноламкості зменшують легуванням ренієм, осмієм, рутенієм, залізом та кобальтом
Механічні властивості сплавів хрому за високих температур
| Сплав                             | Температура, °С | Границя міцності, σв, МН/м² | Відносне видовження, ε, % |
| --------------------------------- | --------------- | --------------------------- | ------------------------- |
| ВХ-2И                             | 1500            | 40                          | 20                        |
| ВХ-4                              | 1200            | 60                          | 25                        |
| Високохромистий (системи Cr—Ni—W) | 1000            | 150                         | 450                       |
| C-207 (США)                       | 1050            | 33,9                        | 17…21                     |

## Отримання
Деформовані та ливарні сплави хрому виплавляють у вакуумних індукційних та електродугових печах з використанням вогнетривів на основі Al2О3, BeO та Y2O3 (як шихта використовується електролітичний рафінований хром); спечені сплави хрому отримують методом порошкової металургії (пресуванням сумішей порошків вихідних компонентів під тиском 300…400 МПа та спіканням при 1450…1500 °С в атмосфері водню).
Деформовані напівфабрикати (прутки, труби, листи, поковки, штамповки та ін.) та вироби із сплавів хрому отримують методами гарячого штампування та прецизійного лиття. Вироби із сплавів хрому зазвичай піддають високо- або низькотемпературному відпалюванню в атмосфері водню або інертних газів (аргону, гелію). Для захисту від вплив кисню та азоту на поверхню виробів із сплавів хрому наносять різноманітні покриття (наприклад, Ni, емалі тощо).

## Використання
Вадою багатьох сплавів хрому, яка часто перешкоджає широкому застосуванню їх, є низькотемпературна крихкість і мала пластичність.
Сплави хрому використовують для виготовлення конструкцій і деталей, що тривало працюють в окиснювальних середовищах за температур 1000…1300 °С або короткочасно при 1500—1600 °С (труби, чохли термопар, кріпильні деталі, внутрішні канали установок для нафтопереробної промисловості, а також деталі двигунів, котлів, нагрівальних печей, що працюють у продуктах згоряння палива, що містить сірку); спечені сплави хрому — також для виготовлення деталей магнітогідродинамічних генераторів, жаротривких піддонів та іншого термічного обладнання, кокілів для лиття, пуансони рідкого штампування металів, деталі машин, що виготовляють вироби із скловолокна.
Сплави хрому (системи Cr— Ni—Со—ТіС) використовують для наплавлення зношених поверхонь деталей, що їх експлуатують при температурі до 1200 °С в агресивному середовищі.